# Charitodoron
Charitodoron là một chi ốc biển, là động vật thân mềm chân bụng sống ở biển trong họ Mitridae.

## Các loài
Các loài thuộc chi Charitodoron bao gồm:
- Charitodoron agulhasensis (Thiele, 1925)[2]
- Charitodoron alcyone Lussi, 2009[3]
- Charitodoron barbara (Thiele, 1925)[4]
- Charitodoron Thalia Tomlin, 1932[5]